# Bela Zaboly

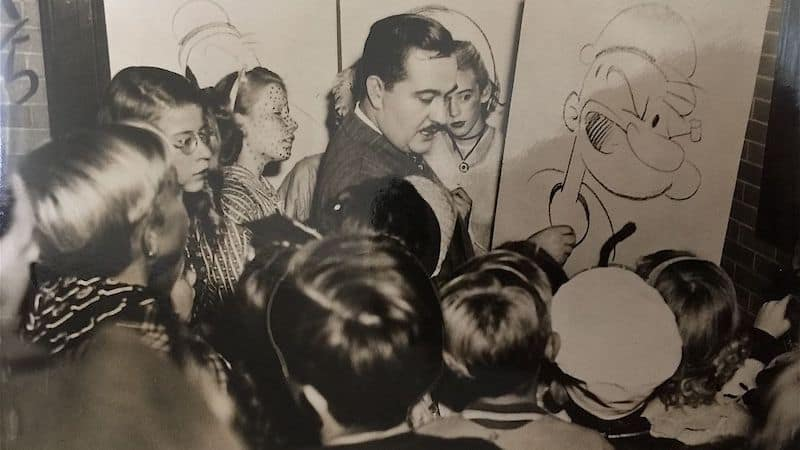

Bela P. Zaboly, dit Bill Zaboly (né le 4 mai 1910 à Cleveland et mort en avril 1985 à Cleveland) est un auteur de bande dessinée américain. Il a dessiné le comic strip Popeye de 1939 à 1959.

## Biographie
Né à Cleveland, Bela Zaboly entre après le lycée à Newspaper Enterprise Association, où il gravit progressivement les échelons pour devenir dessinateur. Assistant de Roy Crane sur Wash Tubbs, il anime brièvement sa propre page dominicale, Otto Honk, avant de reprendre Our Boarding House (en) de Gene Ahern de 1936 à 1938. En 1939, il est choisi par King Features pour assurer le dessin du The Thimble Theatre, le successeur d'E. C. Segar, Doc Winner étant jugé trop peu apte à la tâche. Zaboly assure ce travail consciencieusement jusqu'en 1959, ainsi que Sappo jusqu'en 1947. Il réalise également des livres à colorier (années 1950) et des produits dérivés de la série de 1960. Après cela, il se remet à travailler pour NEA. Il tente de créer son propre syndicate, sans succès.
Il meurt en avril 1985 dans la ville qui l'a vu naître.

### Documentation
- Fred Grandinetti, Popeye: An Illustrated Cultural History, McFarland, 2004, p. 12.